# Perciana
Perciana is een geslacht van vlinders van de familie spinneruilen (Erebidae), uit de onderfamilie Hypeninae.

## Soorten
- P. dentatus Hampson, 1894
- P. flavifusa Hampson, 1894
- P. marmorea Walker, 1865
- P. meeki Bethune-Baker, 1906
- P. taiwana Wileman, 1911